# Katalog glavnih galaksij
Katalog glavnih galaksij (izvirno angleško Catalogue of Principal Galaxies; mednarodna okrajšava PGC) je astronomski katalog objavljen leta 1989. Navaja 73.197 ekvatorskih koordinat za epohi B1950,0 in J2000,0 ter navskrižnih oznak galaksij. Standardni odklon 40.932 koordinat je manjši od 10″. Navedenih je 131.601 imen iz 38 najbolj rabljenih virov. Podane so srednje vrednosti razpoložljivih podatkov:
- 49.102 morfoloških opisov galaksij,
- 52.954 navideznih velikih in malih polosi,
- 67.116 navideznih sijev,
- 20.046 radialnih hitrosti in
- 24.361 pozicijskih kotov.

Leta 2000 so katalog razširili na 1.013.232 teles in leta 2003 na 3.099.300 teles. Izdajo iz leta 2003 nekateri viri označujejo s PGC2003. Katalog je omejen na približno milijon potrjenih galaksij, svetlejših od 18m. Trenutno je v podatkovni bazi HyperLeda 3.325.405 vnosov z oznako PGC.